# ダーティー・ダイアナ
「ダーティー・ダイアナ」 (原題:Dirty Diana) はマイケル・ジャクソンの楽曲。アルバム『バッド』に収録され、『バッド』からの第5弾シングルカットとしても発売された。

## 解説
マイケルとダイアナというとダイアナ・ロスを思い浮かべてしまうかもしれないが、マイケル本人はダイアナ・ロスのことではないと否定している。
マイケルはアルバム『Bad』で「I Just Can't Stop Loving You」から本楽曲まで前代未聞の「同一アルバムからの5曲連続1位」を達成した。
『Bad World Tour』でロンドンを訪れていた際、ダイアナ妃に「"Dirty Diana"は歌うんですか？」と尋ねられ「あなたに失礼だと思いますので歌いません。」と答えると「私はあの曲が大好きなの。ぜひ歌って欲しいわ！」と懇願されたという逸話が残っている。その時のコンサートを収めたDVD『ライヴ・アット・ウェンブリー』には実際に「Dirty Diana」を歌っているマイケルの姿が確認できる。

## ショートフィルム
ショートフィルムはライヴ風のセットで撮影された。

## トラックリスト
| - 7インチ・シングル / 12インチ・マキシ 1. "Dirty Diana" – 4:42 2. "Dirty Diana" (instrumental) – 4:42 - 3インチ・CDシングル 1. "Dirty Diana" (single edit) – 4:42 2. "Dirty Diana" (instrumental) – 4:42 3. "Dirty Diana" (album version) – 4:52 - CDマキシ・シングル 1. "Dirty Diana" – 4:42 2. "Dirty Diana" (instrumental) – 4:42 3. "Bad" (dance extended mix includes false fade) – 8:24 | - 『ヴィジョナリー』 CD side 1. "Dirty Diana" – 4:40 2. "Dirty Diana" (instrumental) – 4:40 - DVD side 1. "Dirty Diana" (music video) – 5:08 |

## クレジット
- 作詞作曲：マイケル・ジャクソン
- レコード・プロデューサー：クインシー・ジョーンズ
- 共同プロデューサー：マイケル・ジャクソン
- リズム・アレンジメント：マイケル・ジャクソン、ジョン・バーンズ、ジェリー・ヘイ
- シンセサイザー・アレンジメント：マイケル・ジャクソン、クインシー・ジョーンズ、ジョン・バーンズ
- ストリング・アレンジメント：ジョン・バーンズ
- ヴォーカル・アレンジメント：マイケル・ジャクソン

- マイケル・ジャクソン　- ヴォーカル
- スティーヴ・スティーヴンス - ギター
- ポール・ジャクソン・ジュニア - リード・ギター

## チャート

### ウィークリー・チャート
| チャート (1988)                               | 最高 順位 |
| --------------------------------------------- | --------- |
| オーストラリア (ARIA)                         | 30        |
| オーストリア (Ö3 Austria Top 40)              | 7         |
| ベルギー (Ultratop 50 Flanders)               | 1         |
| カナダ アダルト・コンテンポラリー (RPM)       | 14        |
| カナダ トップシングルス (RPM)                 | 5         |
| ヨーロッパ (Eurochart Hot 100)                | 1         |
| フィンランド (スオメン・ヴィラリネン・リスタ) | 15        |
| フランス (SNEP)                               | 9         |
| アイルランド (IRMA)                           | 3         |
| イタリア (Musica e Dischi)                    | 18        |
| オランダ (Dutch Top 40)                       | 2         |
| オランダ (Single Top 100)                     | 2         |
| ニュージーランド (Recorded Music NZ)          | 5         |
| スイス (Schweizer Hitparade)                  | 3         |
| UK シングルス (OCC)                           | 4         |
| アメリカ Billboard Hot 100                    | 1         |
| アメリカ Hot Black Singles (Billboard)        | 8         |
| アメリカ Cash Box Top 100                     | 1         |
| 西ドイツ (GfK Entertainment charts)           | 3         |

| チャート (2006)                                 | 最高 順位 |
| ----------------------------------------------- | --------- |
| オーストラリア (ケント・ミュージック・レポート) | 60        |
| フランス (SNEP)                                 | 62        |
| アイルランド (IRMA)                             | 20        |
| イタリア (FIMI)                                 | 6         |
| オランダ (Single Top 100)                       | 22        |
| スペイン (PROMUSICAE)                           | 1         |
| UK シングルス (OCC)                             | 17        |

| チャート (2009)                            | 最高 順位 |
| ------------------------------------------ | --------- |
| オーストリア (Ö3 Austria Top 40)           | 22        |
| ベルギー (Back Catalogue Singles Flanders) | 6         |
| カナダ (Hot Canadian Digital Singles)      | 60        |
| デンマーク (Tracklisten)                   | 5         |
| フランス (SNEP) Download Chart             | 18        |
| オランダ (Single Top 100)                  | 23        |
| ノルウェー (VG-lista)                      | 17        |
| スウェーデン (Sverigetopplistan)           | 29        |
| スイス (Schweizer Hitparade)               | 13        |
| UK シングルス (OCC)                        | 26        |
| アメリカ Hot Digital Songs (Billboard)     | 32        |

### 年間チャート
| チャート (1988)                     | 順位 |
| ----------------------------------- | ---- |
| オーストリア (Ö3 Austria Top 40)    | 9    |
| ベルギー (Ultratop 50 Flanders)     | 9    |
| フランス (SNEP)                     | 52   |
| オランダ (Dutch Top 40)             | 33   |
| オランダ (Single Top 100)           | 31   |
| スイス (Schweizer Hitparade)        | 6    |
| アメリカ Billboard Hot 100          | 61   |
| アメリカ キャッシュボックス Top 100 | 18   |
| 西ドイツ (Official German Charts)   | 15   |

## 認定
| 国/地域                                                       | 認定     | 認定/売上数 |
| ------------------------------------------------------------- | -------- | ----------- |
| カナダ (Music Canada)                                         | プラチナ | 0           |
| デンマーク (IFPI Danmark)                                     | ゴールド | 0^          |
| イギリス (BPI)                                                | プラチナ | 0           |
| アメリカ合衆国 (RIAA)                                         | プラチナ | 0           |
| ^ 認定のみに基づく出荷枚数 · 認定のみに基づく売上数と再生回数 |          |             |